# Campsicnemus hawaiiensis
Campsicnemus hawaiiensis är en tvåvingeart som beskrevs av Hardy och Mercedes Delfinado 1974. Campsicnemus hawaiiensis ingår i släktet Campsicnemus och familjen styltflugor. Inga underarter finns listade i Catalogue of Life.